# Sittard-Geleen
Sittard-Geleen () est une commune néerlandaise de la province du Limbourg. Au 31 janvier 2023, elle compte 92 177 habitants.
Elle a la particularité, comme au nord Echt-Susteren, de « couper » la province du Limbourg en deux, avec une frontière occidentale avec la Belgique et une frontière orientale avec l'Allemagne.

## Histoire
1er janvier 2001 : Création de la commune : Sittard fusionne avec Geleen et Born.

## Sport
- Football
  - Fortuna Sittard : Fondé en 1968, le club a remporté deux fois la Coupe des Pays-Bas. Il évolue au Stade de Fortuna Sittard
- Handball
  - HV Sittardia : 18 fois champions des Pays-Bas, 7 fois vainqueurs de la Coupe des Pays-Bas. Le club disparu en 2008, fusionnant avec son voisin, le V&L Handbal Geleen.
  - V&L Handbal Geleen : 5 fois champions des Pays-Bas, 3 fois vainqueurs de la Coupe des Pays-Bas. Le section masculine disparu en 2008, fusionnant avec son voisin, le HV Sittardia. La section féminine, deux fois championnes des Pays-Bas existe toujours. Elle évolue en Eredivisie.
  - Limburg Lions : Club issu de la fusion entre le HV Sittardia et le V&L Handbal Geleen en 2008. Le club évolue en BeNe League dans le City Resort Sittard.
- Hockey-sur-glace
  - Microz Eaters Limburg : Fondé en 1968, le club a été Champion des Pays-Bas en 2012 et vainqueur de la Coupe en 1993.

## Jumelage
- Hasselt (Belgique) (Belgique) depuis 1980

## Personnalités
- Settela Steinbach (1934-1944), victime du génocide des Tziganes.